# Trigonochlamydidae
Die Trigonochlamydidae sind eine Familie der Landlungenschnecken (Stylommatophora). Es sind Nacktschnecken mit einem kleinen rudimentären Gehäuse im Mantelschild. Bei einigen Arten ragt es sogar noch teilweise aus dem Mantel hervor.

## Merkmale
Die Tiere sind relativ klein und ausgestreckt meist nur max. 3 cm lang. Der Mantelschild ist mit wenigen Ausnahmen relativ klein und sitzt meist in der Mitte des Rückens des Tieres. Die Sohle des Fußes ist dreigeteilt. Das Gehäuse ist stark rudimentär und vom Mantelschild überdeckt. Bei einer Art ragt das Embryonalgehäuse aus dem Mantel heraus. Der Nukleus (Embryonalgehäuse) ist noch spiralig aufgerollt, dann schließt sich ein kleines Plättchen an, das nur noch teilweise mineralisiert ist. Die Kiefer sind nur rudimentär oder fehlen ganz. Die Radula weist 52 bis 64 Reihen von einspitzigen Zähnen auf; es sind bis zu 56 Zähne pro Querreihe vorhanden.

## Lebensweise und Vorkommen
Aufgrund der Radula und der Anatomie des Schlundes wird von den Tieren angenommen, dass sie Fleischfresser sind. Lediglich von der Art Hyrcanolestus armeniacus Simroth ist bekannt, dass sie Regenwürmer jagt. Sie kommen im Kaukasus und in den Gebirgen der Nordtürkei und des Nordiran vor.

## Systematik
Die Familie wird von Schileyko (2003) noch in die Unterfamilien Trigonochlamydinae und Selenochlamydinae Likharev & Wiktor, 1980 unterteilt. Hausdorf (1998) nimmt dagegen eine Unterteilung in Trigonochlamydinae und Parmacellillinae Hesse, 1926 vor. Hier werden nur die Gattungen aufgelistet.
- Boreolestes Schileyko & Kijashko, 1999
- Drilolestes Lindholm, 1925
- Hyrcanolestes Simroth, 1901
- Khostalestes Suvorov, 2003
- Lesticulus Schileyko, 1988
- Parmacellilla Simroth, 1910
- Selenochlamys O. Boettger, 1883
- Trigonochlamys O. Boettger, 1881
- Troglolestes Ljovushkin & Matiokin, 1965